# Nicolas Sarkis
Pour les articles homonymes, voir Sarkis.
 (février 2014).
Si vous disposez d'ouvrages ou d'articles de référence ou si vous connaissez des sites web de qualité traitant du thème abordé ici, merci de compléter l'article en donnant les références utiles à sa vérifiabilité et en les liant à la section « Notes et références ».
Nicolas Sarkis, né le 28 décembre 1935 à Yabroud (Syrie), est un économiste franco-libanais spécialisé dans les questions pétrolières et énergétiques.
Conseiller de plusieurs pays producteurs de pétrole et de sociétés internationales, il a fondé et dirigé à partir de 1965 à Beyrouth (Liban) l'Arab Petroleum Research Center, APRC (Centre Arabe d'Etudes Pétrolières), et lancé six publications en arabe, en français et en anglais sur l'industrie des hydrocarbures au Moyen-Orient et en Afrique du Nord. Avec son associé de l'époque, Abdullah el-Tariki, ancien ministre du Pétrole de l'Arabie Saoudite, il a été l'un des tout premiers à prôner et à œuvrer pour la nationalisation de l'industrie pétrolière et gazière dans les pays arabes, nationalisation qui a démarré en 1971 en Algérie, Libye, Irak et Syrie.   

## Biographie
La vie et les œuvres de Nicolas Sarkis sont marquées par sa double appartenance à, d'une part, une minorité chrétienne moyen-orientale héritière de la civilisation gréco-byzantine et, d'autre part,  un environnement culturel arabe traversé depuis la 2e guerre mondiale par les deux puissants courants du nationalisme arabe et du socialisme. Située sur le versant oriental de la chaîne de l'Anti-Liban, sa ville natale est l'une des plus anciennes du Qalamoun, un berceau de la chrétienté où l'araméen, langue du Christ, est encore parlé dans certaines localités, et où subsistent de nombreux monastères et églises des premiers siècles de notre ère,  devenus des lieux de pèlerinage (Notre-Dame de Sednaya, cathédrale de Constantin et Hélène à Yabroud, monastères Sainte Tècle et Saint Sarkis à Maaloula, etc).
Après des études primaires dans sa ville natale, Nicolas Sarkis a poursuivi ses études secondaires à l'école des Frères Maristes à Jounieh (Liban), avant d'obtenir en 1956 une licence en droit de l'université française Saint-Joseph de Beyrouth. Grâce à une bourse du gouvernement français, il a pu aller préparer un doctorat d'Etat ès sciences économiques à l'université de Paris. Sa thèse de doctorat sur le pétrole dans les pays arabes, soutenue en juin 1961, est une étude comparée, doublée d'une critique, des anciens accords dits de "concession" entre les pays détenteurs de réserves pétrolières et les grandes sociétés pétrolières internationales, parfois appelées les "Sept Sœurs".  La mention  Très Bien accordée par le jury a été accompagnée d'une aide financière pour sa publication en 1962 à la LGDJ, Paris.
Ce premier travail sur le pétrole a sensibilisé Nicolas Sarkis au grand déséquilibre des intérêts entre les pays hôtes et les sociétés concessionnaires et l'a amené à devenir un fervent avocat de la nationalisation de cette industrie dans les pays anciennement colonisés, de la création de sociétés pétrolières nationales et du remplacement du vieux régime des concessions par des accords d'association ou de services avec les entreprises étrangères. Il n'a eu de cesse de défendre ces idées dans ses écrits et dans les conférences et congrès organisés dans les pays arabes et ailleurs. Deux autres priorités pour lui sont: 1) la nécessité d'utiliser le pétrole et ses revenus pour diversifier et développer l'économie nationale des pays producteurs, et 2) le combat contre la corruption et de ses effets dévastateurs sur les pays pétroliers. Il a, entre autres, lancé un cri d'alarme à ce sujet dans une lettre ouverte adressée au président Abdelaziz Bouteflika et publiée en mars 2013 par la presse algérienne (el-Watan, el-Khabar, Le Soir, etc).
Sa formation universitaire en France a été complétée par une expérience financière et bancaire, dont deux ans à la Banca di Roma et à la Chase Manhattan Bank, à Beyrouth (1956/1957) et un an à la Deutsche Bank à Düsseldorf en Allemagne (1962).

## Œuvres
- Le Pétrole, facteur d’intégration et de développement dans les pays arabes, 1962, Librairie Générale de Droit et de Jurisprudence (LGDJ), Paris. Traduit en arabe et publié à Damas.
- Le Pétrole et ses incidences sur l’économie du Moyen-Orient, Beyrouth, 1965,.
- Le problème pétrolier au Liban, en langue arabe, Beyrouth, 1972.
- Le Pétrole à l’heure arabe, Stock, Paris, 1975, traduit en arabe et en farsi.

## Publications et articles
De 1965 à 2011, Nicolas Sarkis a été président de l'Arab Petroleum Research Center, APRC (Centre Arabe d'Études Pétrolières) qu'il a dirigé à Beyrouth, puis à Paris, et dont les activités comprennent un volet "consultations" et un volet édition avec six publications spécialisées :
- Le Pétrole et le Gaz Arabes, bimensuel en français.
- Arab Oil and Gas, bimensuel en anglais.
- Arab Oil and Gas Magazine, mensuel arabe/anglais.
- Arab Oil and Gas Directory, annuel en anglais.
- Natural Gas Survey, Middle East and North Africa, annuel en anglais.
- Refining and Petrochemical Survey, Middle East and North Africa, annuel en anglais.

À partir de 2012, la responsabilité et la gestion de ces publications ont été cédées en location/gérance à la société Stratégies et Politiques Énergétiques, ce qui a permis à Nicolas Sarkis de se consacrer à des travaux de conseil dans le cadre de la structure Sarkis Energy.
Parallèlement aux études et éditoriaux publiés dans les six publications de l'APRC, Nicolas Sarkis est l'auteur de nombreux exposés délivrés dans des conférences pétrolières, ainsi que d'entretiens et articles parus dans la presse internationale, dont:
- Pétrole, le troisième choc ?, Le Monde diplomatique, mars 2000
- Barils de pétrole et barils de poudre au Proche-Orient, Le Monde diplomatique, juillet 2004
- Aux origines de la nouvelle crise pétrolière, Le Monde diplomatique”, juin 200
- Découvertes d'hydrocarbures en Méditerranée orientale, Chances et risques pour le Liban. L'Orient-Le Jour, Beyrouth, mars 2013.
- Énergie et climat : Deux transitions et deux grands défis, Medenergie, Paris, avril 2013.
- La BP n'est plus...Beyond Petroleum,  Le Pétrole et le Gaz Arabes, en français, et Arab Oil and Gas, en anglais, Paris, janvier 2014.

## Consultations, séminaires et conférences
Depuis 1966, Nicolas Sarkis a réalisé des travaux de consultation pour le compte de pays producteurs d'hydrocarbures (Algérie,Libye, Angola, Congo-Brazzaville, Irak, Syrie), de sociétés pétrolières internationales et du Ministry of International trade and Industry, du Japon. 
Il a par ailleurs été:
- Organisateur et président, en mars 2009, du Forum Euro-Arabe du Gaz Naturel, tenu à l'Unesco, Paris.
- Co-organisateur, avec la Chambre de Commerce Franco-Arabe, d'une dizaine de séminaires sur les relations énergétiques franco-arabes, Paris, 1999-2008.
- Fondateur en 2010 et président de Solarmed, spécialisée dans le développement de l'énergie solaire dans les pays euro-méditerranéens.
- Organisateur et président, en septembre 2010, au Palais des Congrès de Paris, de la conférence/exposition Solarmed, parrainée par la Ligue des Etats Arabes, l'Unesco, l'Union pour la Méditerranée et le World Council for Renewable Energies (WCRE).

## Prix et distinctions
- Prix Economie Pétrolière, Congrès Arabe du Pétrole, Le Caire, 1972.
- Prix de l'Amitié Franco-Arabe, Paris, 1977.